# Welf II (książę Bawarii)
Welf II (ur. 1072, zm. 24 września 1120) – książę Bawarii z rodu Welfów panujący w latach 1101–1120. W chronologii rodu Welfów występuje jako Welf V.
Welf II był najstarszym synem Welfa I. Wszedł w związek małżeński z Matyldą Toskańską, która była 26 lat starsza. Mariaż zawarto w celu wzmocnienia stosunków pomiędzy rodziną Welfów a papiestwem, podczas sporu o inwestyturę. Podczas kampanii włoskiej w 1090 walczył przeciwko cesarzowi Henrykowi IV.
Po śmierci ojca w 1101 roku odziedziczył tron. Po 19 latach sprawowania władzy zmarł bezpotomnie. Jego następcą został Henryk IX Czarny, który był młodszym bratem Welfa II. Księcia pochowano w klasztorze Altdorf.